# Acide abscissique
L'acide abscissique (ABA, pour abscisic acid) est une phytohormone (hormone végétale). Cet acide est un sesquiterpénoïde dont la molécule comporte 15 carbones : C15H20O4.
L'ABA fonctionne dans de nombreux processus de développement des plantes, y compris la dormance des graines et des bourgeons, le contrôle de la taille des organes et la fermeture des stomates. Il est particulièrement important pour les plantes dans la réponse aux stress environnementaux, notamment la sécheresse, la salinité du sol, la tolérance au froid, la tolérance au gel, le stress thermique et la tolérance aux ions de métaux lourds.
L'ABA se trouve dans les plantes, les mousses, les algues, les champignons et les cyanobactéries, mais pas dans les autres bactéries, les archées et les hépatiques.

## Historique
Dans les années 1940, Torsten Hemberg, alors qu'il travaillait à l'Université de Stockholm, a trouvé des preuves qu'il existe une corrélation positive entre la période de repos et la présence d'un inhibiteur de croissance soluble dans l'éther acide dans les tubercules de pomme de terre,.
En 1963, l'acide abscisique a été identifié et caractérisé pour la première fois comme une hormone végétale par Frederick T. Addicott et Larry A. Davis. Ils étudiaient des composés qui provoquent l'abscission (perte) des fruits du coton (capsules). Deux composés ont été isolés et appelés abscisine I et abscisine II. L'abscisine II est actuellement appelée acide abscissique (ABA).

## Fonctions
On croyait à l'origine que l'ABA était impliquée dans l'abscission, d'où son nom. On sait maintenant que cela n'est le cas que dans un petit nombre de plantes. La signalisation médiée par l'ABA joue également un rôle important dans les réponses des plantes au stress environnemental et aux agents pathogènes des plantes,. Les gènes végétaux pour la biosynthèse de l'ABA et la séquence de la voie ont été élucidés,. L'ABA est également produit par certains champignons phytopathogènes via une voie de biosynthèse différente de la biosynthèse de l'ABA chez les plantes.
En préparation pour l'hiver, l'ABA est produit dans les bourgeons terminaux. Cela ralentit la croissance des plantes et dirige les ébauches foliaires vers le développement d'écailles pour protéger les bourgeons dormants pendant la saison froide. L'ABA inhibe également la division des cellules dans le cambium vasculaire, s'adaptant aux conditions froides de l'hiver en suspendant la croissance primaire et secondaire.
L'acide abscissique est également produit dans les racines en réponse à la diminution du potentiel hydrique du sol (qui est associée à un sol sec) et à d'autres situations dans lesquelles la plante peut être soumise à un stress. L'ABA se transloque ensuite vers les feuilles, où il modifie rapidement le potentiel osmotique des cellules de garde stomatiques, provoquant leur rétrécissement et la fermeture des stomates. La fermeture des stomates induite par l'ABA réduit la transpiration (évaporation de l'eau hors des stomates), empêchant ainsi une nouvelle perte d'eau des feuilles en période de faible disponibilité en eau. Une corrélation linéaire étroite a été trouvée entre la teneur en ABA des feuilles et leur conductance (résistance stomatique) sur la base de la surface foliaire.
La germination des graines est inhibée par l'ABA en antagonisme avec la gibbérelline. L'ABA empêche également la perte de dormance des graines.
Plusieurs plantes Arabidopsis thaliana mutantes ABA ont été identifiées et sont disponibles auprès du Nottingham Arabidopsis Stock Center - à la fois celles déficientes en production d'ABA et celles dont la sensibilité à son action est altérée. Les plantes hypersensibles ou insensibles à l'ABA présentent des phénotypes de dormance des graines, de germination, de régulation stomatique, et certains mutants présentent une croissance rabougrie et des feuilles brunes/jaunes. Ces mutants reflètent l'importance de l'ABA dans la germination des graines et le développement précoce de l'embryon.[citation nécessaire]
La pyrabactine (un pyridyle contenant un activateur ABA) est un inhibiteur de l'expansion cellulaire de l'hypocotyle naphtalène sulfonamide, qui est un agoniste de la voie de signalisation ABA de la graine. C'est le premier agoniste de la voie ABA qui n'est pas structurellement lié à l'ABA. [citation nécessaire]

## Propriétés physiologiques - résumé
- Dormance et inhibition de germination
  - Induction de la sénescence (maturation des graines en produisant de la LEA ou Late Embryogenesis Abundant protein).
  - Prolongation de la dormance.
  - Arrêt de croissance de bourgeons ayant démarré et réintroduction de la dormance[17].
  - Inhibition de la germination des graines par modification de la perméabilité des membranes.
- Défense contre différents stress
  - Fermeture des stomates permettant une lutte contre la sécheresse (déficit hydrique), choc osmotique, carence en éléments minéraux, anoxie des racines.
  - Implication dans les voies de défense contre les agents pathogènes (cross-talk avec les voies de signalisation acide jasmonique/Éthylène, fermeture des stomates empêchant la pénétration du pathogène déclenchée par un mécanisme de reconnaissance)[18],[19].
- Autres rôles
  - Action négative sur l'élongation des entrenœuds.
  - Inversion des conditions photopériodiques nécessaires à la floraison.
  - Accélération de l'abscission des feuilles (repos hivernal) sans la déclencher.
  - Chute des fruits secs.

## Biosynthèse
Chez les plantes, la production d'acide abscissique est concentrée au niveau du parenchyme des racines et des feuilles matures, à l'intérieur des plastes.
C'est à partir du DOXP que l'acide abscissique est synthétisé dans les plantes.
- 1-désoxy-D-xylulose-5-phosphate (DOXP) → isopentényl-pyrophosphate (IPP)[20] → caroténoïdes (dont β-carotène) (C40) → 9'-cis-néoxanthine (C40)
- 9'-cis-néoxanthine (C40) + O2 → Xanthoxine (C15) (oxydation et coupure en deux de la néoxanthine)
- Xanthoxine → Aldéhyde abscissique (ABA-aldéhyde) → Acide abscissique (ABA)[21]

Une voie alternative a pour intermédiaire la cis-violaxanthine au lieu de la cis-néoxanthine.

### Inactivation
L'ABA est une molécule assez instable qui est rapidement inactivée. Elle peut l'être par conjugaison avec des oses sous forme d'ABA-β-D-Glucose ester (stockage ou inactivation irréversible) ou par oxydation sous forme d'acide phaséique (PA) puis acide 4'-dihydrophaséique (DPA)

## Migration
Il n'existe aucun système de transport spécifique connu jusqu'à présent, par contre, l'acide abscissique étant un acide faible (pKa = 4,7), les mouvements et la distribution intracellulaire sont régis par son état d'ionisation (transport non polarisé : phloème dans les feuilles et xylème dans les racines). Cet état ionisé lui permet plus facilement de traverser les membranes lipidiques[pourquoi ?].
Le temps de migration est relativement limité puisque l'acide abscissique est très rapidement métabolisé.